# Кайське сільське поселення
Ка́йське сільське поселення (рос. Кайское сельское поселение) — адміністративна одиниця у складі Верхньокамського району Кіровської області Росії. Адміністративний центр поселення — село Кай.

## Історія
Станом на 2002 рік на території сучасного поселення існували такі адміністративні одиниці:
- Кайський сільський округ (село Кай, селище Кряжевський, присілки Булатово, Захарово, Майбурово, Найданово, Путяшево, Стрілково, Южаки)
- Пушейський сільський округ (село Пуш'я, присілки Коротково, Лупшер, Пальшини, Першина Гора, Романово)

Поселення було утворене згідно із законом Кіровської області від 7 грудня 2004 року № 284-ЗО у рамках муніципальної реформи шляхом об'єднання Кайського та Пушейського сільських округів.

## Населення
Населення поселення становить 436 осіб (2017; 465 у 2016, 501 у 2015, 512 у 2014, 539 у 2013, 583 у 2012, 639 у 2010, 945 у 2002).

## Склад
До складу поселення входить 11 населених пунктів:
| Населений пункт        | Населення, осіб (2002) | Населення, осіб (2010) |
| ---------------------- | ---------------------- | ---------------------- |
| Булатово, присілок     | 0                      | 0                      |
| Захарово, присілок     | 34                     | 18                     |
| Кай, село              | 345                    | 259                    |
| Коротково, присілок    | 1                      | -                      |
| Кряжевський, селище    | 64                     | 34                     |
| Лупшер, присілок       | 4                      | 2                      |
| Майбурово, присілок    | 2                      | 2                      |
| Найданово, присілок    | 0                      | -                      |
| Пальшини, присілок     | 1                      | 6                      |
| Першина Гора, присілок | 1                      | 0                      |
| Путяшево, присілок     | 0                      | -                      |
| Пуш'я, присілок        | 312                    | 207                    |
| Романово, присілок     | 0                      | 0                      |
| Стрілково, присілок    | 7                      | 0                      |
| Южаки, присілок        | 174                    | 111                    |